# Meteornedslaget ved Aarhus 1951
Meteornedslaget ved Aarhus 1951 fandt sted 2. oktober 1951 klokken 18:13. En meteor faldt over Danmark og blev set i hele Danmark, i det sydlige Norge og det sydlige Sverige og i Holsten i Tyskland tæt på Hamborg. Det var det første konstaterede meteornedslag siden 1878. En øjenvidneberetning fra Hammel kunne læses i Århus Stiftstidende 3. oktober 1951:
| „ | Ildkuglen, der var paa Størrelse med en Fodbold, var rød, men pludselig kom der en lang Ildstribe fra den ligesom fra et Svejseapparat. Derefter kom der et skarpt, hvidt Blink fra den, og den kom til at ligne et Hjul, som man ser det ved Fyrværkeriforestillinger, og der kom en stærk Røgsøjle fra den. Til sidste forsvandt den i Vejret med en hvid Stribe efter sig. Da Blinket kom, var det saa stærkt, at Dyrene paa marken reagerede over for det ved at udstød Lyde. Der kom ogsaa tordenlignende Lyde. | “ |

Selve meteoritten, eller i hvert fald dele af den, slog ned i udkanten af Riis Skov ved stien langs skrænten mellem Den Permanente Badeanstalt og Aarhus Havn, hvor en sten på omkring 300 gram og en størrelse som en knyttet barnehånd, blev fundet af baneingeniør P.W. Holm, der var ude at gå tur. Et større stykke på omkring 420 gram blev fundet af Holger Elgaard på en tømmerplads ved Aarhus Universitet (det nuværende Nobelparken).
I Riis Skov er opstillet en mindesten for nedslaget.

## Meteorbane
Ole Rømer Observatoriet i Århus modtog omkring 400 øjenvidneberetninger om meteoren, og astronomen Axel V. Nielsen indsamlede efterfølgende yderligere information fra disse gennem brevvekslinger og en ugelang rundtur gennem Danmark. Herudfra kunne han beregne meteorens bane mod nedfaldsstedet. Meteoren bevægede sig i nordnordvestlig retning. Den befandt sig ved dens første kendte observation 50 km sydsydøst for Warnemünde i Tyskland 143 km over Jorden og 304 km fra nedslagsstedet i Århus. Derfra fløj meteoren over Østersøen, Lolland, Storebælt, Samsø og Kattegat før nedslaget i Århus.

## Meteoritten
Der er tale om en stenmeteorit af kondrit-typen, med et jernindhold på 25,75 %. Hovedparten af meteoritten, der er et af kun fire tilsvarende fund i Danmark, opbevares på Statens Naturhistoriske Museum i København. Der er mindre fragmenter på American Museum of Natural History i New York City (2,9 g), National Museum of Natural History i Washington D.C. (10,9 g) og Naturhistorisk Museum i Arhus.[kilde mangler]